# Uniwersytet Zambijski w Lusace
Uniwersytet Zambijski (ang. University of Zambia) – największy uniwersytet w Zambii, założony w 1966 roku w prowincji Lusaka, około 7 km od Lusaki.
Uczelnia należy do Stowarzyszenia Uniwersytetów Wspólnoty Narodów. W 2014 studiowało na niej około 11 500 studentów.

## Znani absolwenci
- Levy Mwanawasa – trzeci prezydent Zambii
- Hakainde Hichilema – polityk
- Emmerson Mnangagwa – minister obrony Zambii